# Quiringh Gerritsz van Brekelenkam

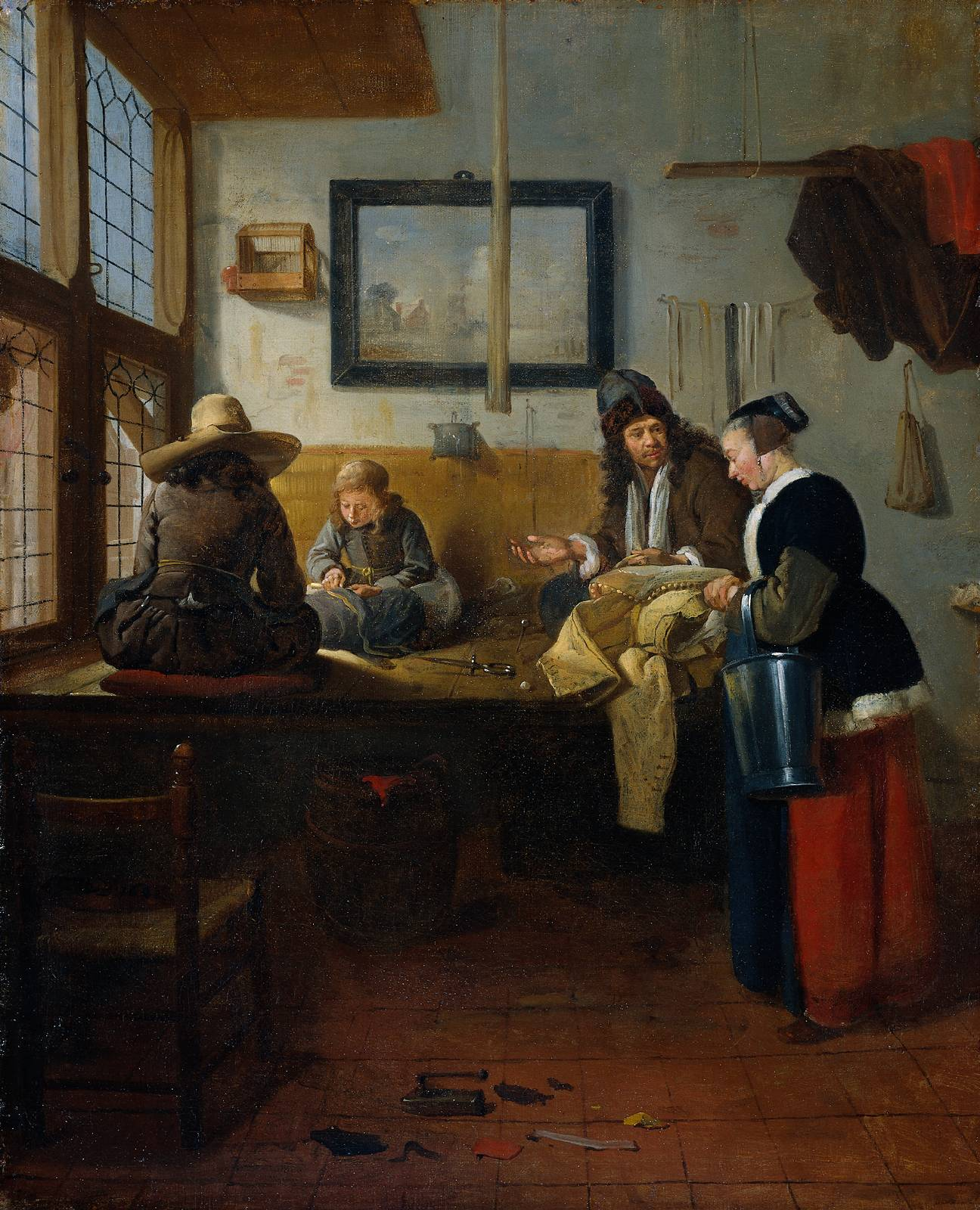
Quirijn van Brekelenkam, La bottega di Tailor, 1661.

Quiringh Gerritsz van Brekelenkam (Zwammerdam, circa 1622 – Leida, circa 1668) è stato un pittore olandese, appartenente alla corrente barocca.

## Biografia
Non sono molte le informazioni riguardanti la sua vita. 
Quiringh Gerritsz van Brekelenkam nacque intorno al 1622.
I suoi genitori erano Gerrit Adriaens de Plutter, di professione sarto, e Magdalena Crijnen, entrambi probabilmente cattolici.
Dato che dai documenti risulta che sua sorella Aeltgen è nata a Zwammerdam, località vicina ad Alphen aan de Rijnsi, gli storici dell'arte presumono che anche Quiringh sia venuto al mondo nella stessa località. Aeltgen è stata sposata con Johannes van Oudenrogge, pittore di agricoltori e interni di stalle.
Quiringh Gerritsz van Brekelenkam si è formato artisticamente sotto la guida di Gerrit Dou, da cui ricevette una forte influenza pur riuscendo a sviluppare, nel corso degli anni, un suo particolare e personale stile, raffinato ed elaborato.
Difatti il pittore artisticamente fu ispirato dall'ambiente familiare e si specializzò nel genere di scene incentrate sulle botteghe di sarti e ciabattini, delle quali realizzò circa venticinque varianti dal 1653 al 1664.
Il 18 marzo 1648 entrò a far parte della corporazione dei pittori di Leida (gilda di san Luca) e nello stesso anno realizzò l'Interno con vecchia e fanciullo, dalla forma lieve e delicata pur nella ricchezza dei temi affrontati.
In relazione ai suoi pagamenti annuali alla corporazione, è menzionato come membro dal 1648 al 1650 e dal 1658 al 1667. 
Nella successiva fase artistica il pittore eseguì una svolta concentrandosi sulla tessitura di trame geometriche limpide e rigide, che si immergono morbidamente in una lirica caratterizzata da figure tendenti all'astratto e da tematiche d'interni ispirate dalla vita quotidiana familiare. Validi esempi di questo nuovo corso seguito da Brekelenkam furono i vari Interno (1653) conservati in numerosi musei, il Lettore (Rijksmuseum di Amsterdam), il Salasso (Mauritshius, L'Aia), la Conversazione confidenziale e la Sartoria (Rijksmuseum), la Lettera (Kunsthalle di Amburgo).
L'evoluzione del pittore seguì dapprima una nuova fase con Il consulto, che lasciò ampi spazi all'approfondimento psicologico, e successivamente si stabilizzò con La vecchia a tavola (1667), intrisa da una nuova luce trascendentale. Brekelenkam evidenziò, nonostante la sua singolarità e la sua semplicità tecnica, qualche affinità con la scuola di Delft.
Quiringh Gerritsz van Brekelenkam sposò Marie Jans Charle l'11 aprile 1648. La coppia ebbe sei figli, ma dopo la nascita dell'ultimo figlio, nel 1655 la moglie morì. Il 5 settembre 1656, l'artista si risposò con Elisabeth van Beaumont; con la seconda moglie ebbe tre bambini.
L'ultimo dipinto realizzato dal pittore fu De Goudweger (Alte Pinakothek, Monaco di Baviera), nel 1668, anno probabile della sua morte, dato che pagò il suo contributo alla Corporazione di san Luca per l'ultima volta nel 1667. Il suo figlio più giovane fu battezzato un anno dopo, il 29 maggio 1668. Nessuna traccia dell'artista successiva al 1668 è stata trovata.

## Opere principali
- Aquisgrana, Suermondt-Ludwig-Museum
  - Il venditore di pesce
  - La richiesta
- Amsterdam, Rijksmuseum
  - La trappola per topi, 1660
  - Il laboratorio del sarto, 1661
  - La conversazione confidenziale, 1661
  - Interno con pescatore e uomo su ruota girevole, 1663
  - Interno con due uomini di fronte a un camino, 1664
  - Una madre nutre il suo bambino
  - Interno con donna e uomo che legge
  - L'inquilino, (attribuito)
- Berlino, Gemäldegalerie
  - Natura morta con pesce e ostriche, 1660
  - Il venditore di frutta, 1661
  - Giovane donna che gira la ruota, 1667
- Berlino, collezione privata
  - Il venditore di pesce, 1665
- Bonn, Rheinisches Landesmuseum
  - Il laboratorio del sarto, intorno al 1653 - 1661
  - Il maestro della scuola a piedi, 1666
- Braunschweig, Herzog Anton Ulrich-Museum
  - Coppia che gioca a carte, 1662
  - Il venditore di pesce, 1664
  - Un vecchio con pesce
  - Una vecchia con le verdure
- Budapest, Szépművészeti Múzeum
  - La zitella, 1669
  - Donna e uomo che bevono vino, (attribuito)
- L'Aia, Museum Bredius
  - Il santo Giacinto
- Detroit, Detroit Institute of Arts
  - Lo stufato di verdure, intorno al 1665
- Dresda, Gemäldegalerie Alte Meister
  - La visita settimanale
- Durham, The Bowes Museum
  - La venditrice di frutta
- Ginevra, Musée d'art et d'histoire
  - Cucina degli agricoltori, 1659
- Karlsruhe, Staatliche Kunsthalle Karlsruhe
  - Interno della cucina con venditore
  - Donna seduta con cappotto di velluto mentre cuce
- Colonia, Wallraf-Richartz-Museum
  - Vecchia che legge, 1652
  - Il pescatore, intorno al 1660 - 1665
  - Venditore di pesce, 1665